# Monticello, Georgia
Monticello är en stad i Jasper County i delstaten Georgia, USA. Vid folkräkningen år 2000 bodde 2 428 personer på orten. Staden är huvudort (county seat) i Jasper County.